# Loud
Loud e петият студиен албум на барбадоската певица Риана, издаден на 12 ноември 2010 година от Def Jam Recordings. Фотосесиията и записването на албума е станало от февруари до август 2010 г., по време на турнето Last Girl on Earth, организирано като промоция на нейния предишен албум Rated R. За албума, Риана е работила с няколко музикални продуценти включително СтарГейт, Ранерс, поло да Дон. Трики Стюарт, Алекс да Кид и други. Loud е албум изпълнен с денс-поп и поп песни, с бързи темпове и клуб-ориентиран стил. Албумът дебютира на първо място в канадската и шведската класация за албуми. Loud влиза на номер три на САЩ Billboard 200, продавайки 207 000 копия през първата седмица от издаването му в Съединените щати, което го прави най-продавания албум на Риана през първата седмица. Двеа издадени сингъла, включени в Loud направиха голям успех в класациите по света. Това са международния хит Only Girl (In the World) и What's My Name?. И двете песни са достигнаха първо място в САЩ. От неговото издаване, албумът получи най-много положителни отзиви от музикалните критици.

## Списък с песните

### Оригинален траклист
1. S&M – 4:04
2. What's My Name? (с Дрейк) – 4:23
3. Cheers (Drink to That) – 4:22
4. Fading – 3:20
5. Only Girl (In the World) – 3:55
6. California King Bed – 4:12
7. Man Down – 4:27
8. Raining Men (с Ники Минаж) – 3:45
9. Complicated – 4:18
10. Skin – 5:04
11. Love the Way You Lie (Part II) (с Еминем) – 4:56

### Spotify издание
1. Only Girl (in the World) (The Bimbo Jones Club) – 7:17

### Японско издание
1. Only Girl (in the World) (The Bimbo Jones Radio) – 3:53
2. Only Girl (in the World) (CCW Radio Mix) – 3:44

### iTunes Store издание
1. Love the Way You Lie (Part II) (пиано версия) – 4:09
2. Only Girl (in the World) (виедоклип) – 4:15
3. Only Girl (in the World) (Mixin Marc & Tony Svejda Mix Show Edit) (предварителна поръчка) – 6:25

### Amazon.com издание
1. Only Girl (in the World) (CCW Mix Show Edit) – 5:55
2. Only Girl (in the World) (виедоклип) – 4:15

### Делукс издание (DVD)
1. Създаване на Loud: Страница 1 – 0:48
2. Създаване на Loud: Страница 2 – Raining Men Recording Session – 1:32
3. Създаване на Loud: Страница 3 – Man Down Recording Sesson – 1:40
4. Създаване на Loud: Страница 4 – 0:30
5. Създаване на Loud: Страница 5 – На живо от NYC – Madison Square Garden – 7:00
6. Създаване на Loud: Страница 6 – Reb'l Fleur фотосесия – 3:30
7. Създаване на Loud: Страница 7 – Loud фотосесия за обложка на албума – 1:52
8. Създаване на Loud: Страница 8 – Ден 1 – 3:39
9. Създаване на Loud: Страница 9 – Ден 2 – 2:48
10. Създаване на Loud: Страница 10 – Надписи (включва създаване на Only Girl (In the World) видео) – 3:05